# Блесхам
Блесхам — персидский и римский военачальник, принимавший участие в войнах Юстиниана I. В ходе Лазской войны он являлся начальником гарнизона города Сисавранон. Во время осады данной крепости в 541 г. персы сдались Велизарию. В результате Влисхам со своим отрядом, состоявшим из 800 всадников, перешли на сторону ромеев и были отправлены в Константинополь. В скором времени оттуда их перенаправили в Италию, где на тот момент шла война с Остготским королевством. Дальнейшая судьба Влисхама и его подчинённых неизвестна.